# Віра Куртич
Віра Куртич (серб. Вера Куртић) — ромська феміністська активістка та письменниця з Сербії. Вона є авторкою книги «Джувлярке: ромське лесбійське існування» , яка є першою книгою, в якій обговорюється негетеронормативна сексуальність циганських жінок.

## Біографія
Куртич родом з міста Ніш. Вона вивчала соціологію та комунікативні науки в Нішському університеті. Її діяльність включає кампанії за ромську спільноту, права ЛГБТКІ+, права жінок, права тварин; деякі з цих робіт також включають тренінги з гендерної обізнаності та веганство.
Вона є членкинею сербської жіночої правозахисної організації Ženskiprostor, яка була заснована в Ніші в 1998 році, вона була її виконавчей координаторкою до 2019 року. Вона заснувала мережу ромських жінок Сербії та створила більш неформальну організацію ЛГБТ-ромської спільноти. Вона також заснувала Місяць кампанії активізму ромських жінок. До 2020 року працювала в Раді Європи в рамках програми ROMACTED.
Дослідження Куртич стосуються взаємозв'язку статі, сексуальної орієнтації, раси та національності та присутності маргіналізованих груп у соціальному просторі. Вона є авторкою книги Džuvljarke: Lesbian Existence (2013), яка обговорює дискримінацію, з якою стикаються ромські лесбійки. Це перша книга, яка обговорює негетеронормативну сексуальність римських жінок. Вона також співпрацювала з ромською соціологинею Єленою Йованович.

## Вибрані твори
- Куртич, Віра. «Джувлярка. Ромське лесбійське існування». (2013).
- Дароці, Анна, Анжела Коче, Єлена Йованович, Сара Джудіт Цемлін, Віолета Вайда, Віра Куртич, Аліна Сербан і Ліза Сміт. "Стать, етнічна приналежність та активізм: «чудо — це коли ми не здаємося…». Журнал бідності та соціальної справедливості 26, №. 1 (2018): 77-94.
- Куртич, Віра та Єлена Йованович. «Дружба ромських жінок, розширення можливостей і політика: погляди на ромський фемінізм у Сербії та за її межами». Ромський жіночий рух. Routledge, 2018. 135—158.